# كرتون نتورك (أستراليا)
كارتون نتورك أستراليا ونيوزيلندا (بالإنجليزية: Cartoon Network Australia and New Zealand)‏
هي قناة أسترالية تم صناعتها من قبل شركة تيرنر بوردكاستينغ في 3 أكتوبر 1995.

## برامج القناة
| - وقت المغامرة - كوردج الجبان - توم وجيري - يحيا أنجلو - العم جدو - فتيات القوة - بن 10 - العرض العادي - عالم غامبول المدهش - ستيفن البطل - كلارنكس - الدببة الثلاثة - أبطال التايتنز | - ليجو نينجاغو - سونيك بوم - ترانسفورمارز - لوني تيونز - باتمان - سكوبي دوو - ساموراي جاك - خروف في المدينة - هامتارو - إد إدد وإدي - التنين الأزرق - جوني تيست |